# 巴里馬河
巴里馬河（西班牙語：Río Barima）是南美洲的河流，流經圭亞那和委內瑞拉，河道全長470公里，發源自埃塞奎博圭亚那，最終在奧里諾科河河口附近注入大西洋。
8°35′N 60°25′W / 8.583°N 60.417°W